# Saint-Arnoult (Oise)
Saint-Arnoult è un comune francese di 200 abitanti situato nel dipartimento dell'Oise della regione dell'Alta Francia.

## Storia

### Simboli
La pala da birraio (in francese fourquet de brasseur) è una lunga spatola di legno che si utilizzava per la preparazione della birra artigianale ed è attributo di sant'Arnolfo di Soissons, mentre il pastorale ricorda l'antico priorato di Saint-Arnoult.

## Società

### Evoluzione demografica
Abitanti censiti